# Irak na Letnich Igrzyskach Olimpijskich 2020
Irak na Letnich Igrzyskach Olimpijskich 2020 – występ kadry sportowców reprezentujących Irak na igrzyskach olimpijskich, które odbyły się w Tokio w Japonii, w dniach 23 lipca – 8 sierpnia 2021 roku.
Reprezentacja Iraku liczyła trzech zawodników – kobietę i dwóch mężczyzn, którzy wystąpili w 3 dyscyplinach.
Był to piętnasty start Iraku na letnich igrzyskach olimpijskich.

## Reprezentanci

### Lekkoatletyka
| Zawodnik            | Konkurencja            | Runda 1  | Runda 1 | Półfinał | Półfinał | Finał    | Finał   | Pozycja |
| Zawodnik            | Konkurencja            | Rezultat | Pozycja | Rezultat | Pozycja  | Rezultat | Pozycja | Pozycja |
| ------------------- | ---------------------- | -------- | ------- | -------- | -------- | -------- | ------- | ------- |
| Taha Hussein Yaseen | Bieg na 400 m mężczyzn | 46.00    | 6       | NQ       | NQ       | NQ       | NQ      | 30      |

### Strzelectwo
| Zawodnik                      | Konkurencja                           | Kwalifikacje | Kwalifikacje | Finał | Finał   | Pozycja |
| Zawodnik                      | Konkurencja                           | Wynik        | Pozycja      | Wynik | Pozycja | Pozycja |
| ----------------------------- | ------------------------------------- | ------------ | ------------ | ----- | ------- | ------- |
| Fatimah Abbas Waheeb Al-Kaabi | pistolet pneumatyczny, 10 m (kobiety) | 556 -10x     | 51.          | NQ    | NQ      | 51.     |

### Wioślarstwo
| Zawodnik            | Konkurencja | Eliminacje | Eliminacje | Repasaż | Repasaż   | Ćwierćfinały | Ćwierćfinały | Półfinały C/D | Półfinały C/D | Półfinały A/B | Półfinały A/B | Finał D | Finał D | Finał A/B | Finał A/B | Pozycja |
| Zawodnik            | Konkurencja | Czas       | M.         | Czas    | M.        | Czas         | M.           | Czas          | M.            | Czas          | M.            | Czas    | M.      | Czas      | M.        | Pozycja |
| ------------------- | ----------- | ---------- | ---------- | ------- | --------- | ------------ | ------------ | ------------- | ------------- | ------------- | ------------- | ------- | ------- | --------- | --------- | ------- |
| Mohammed Al Khafaji | M1x         | 8:57.01    | 6.         | 7:41.72 | 2. (PA/B) | BYE          | BYE          | 7:21.52       | 4. (FB)       | BYE           | BYE           | 7:18.65 | 4.      | BYE       | BYE       | 22.     |